# Jan Gruyters
Maria Benedictus Ludovicus Joannes Mathias (Jan) Gruyters (Herk-de-Stad, 28 januari 1887 – Hasselt, 28 juni 1970) was een Belgisch advocaat en politicus voor de Katholieke Partij en diens opvolgers Katholiek Verbond van België en  CVP. 

## Levensloop

### Jeugd
Gruyters werd als vierde kind geboren in een katholiek gezin uit Herk-de-Stad met uiteindelijk  13 kinderen. Zijn vader Louis Gruyters was buurtwegencommissaris, zijn moeder was Joanna Carolina Maria Driessen. Vader Louis sloot zich aan bij het Hasselts Leesgezelschap van Eugeen Leën, de katholieke en Vlaamsgezinde tegenhanger van de Hasseltse Cercle Littéraire. Jans broer Pieter werd missionaris van Scheut en overleed later op 39-jarige leeftijd in Kasaï. Zijn zus Maria Louiza werd als Mère Gertrude generaal-overste van de Ursulinen.
In 1900 verhuisde het gezin van naar Hasselt. Hier volgde Gruyters de middelbare school aan het Sint-Jozefscollege, waarna hij rechten studeerde aan de Katholieke Universiteit Leuven.

### Advocatuur
Na zijn promotie begon Gruyters in 1913 als stagiair bij advocaat Joannes Henricus Paulus Bellefroid in Hasselt. In diens huis aan het Stadhuisplein bouwde Gruyters later zijn eigen advocatenpraktijk op. Als advocaat stond hij bekend om zijn barse stemgeluid en bulderende pleidooien. Naast zijn praktijk was hij pleiter aan het hof van assisen te Tongeren, en van 1949 tot 1951 stafhouder aan de balie van Hasselt.

### Politiek
Op 12 december 1921 deed Gruyters zijn intrede in de provincieraad van Limburg als lid van de toenmalige Katholieke Partij. Vanaf het begin hield hij zich sterk bezig met de toepassing van de taalwet. Een bekende uitspraak met zijn specifieke stemgeluid was "Vanaf heden moet de wet worden toegepast en alles in het Vlaamsch verschijnen." Hij was mede-initiatiefnemer van de motie van Frans Van Cauwelaert voor de vernederlandsing van de Rijksuniversiteit Gent.
Op 20 november 1925 werd Gruyters lid van de bestendige deputatie van de provincie Limburg. Dit bleef hij tot 21 september 1967. Nadat het Katholiek Verbond van België in 1936 een zware nederlaag leed bij de parlementsverkiezingen werd op 11 oktober van dat jaar een tweeledig directorium ingesteld. Gruyters behoorde bij de Vlaamse leden van dit directorium. Toen daarna de Katholieke Vlaamse Volkspartij (KVV) werd opgericht, werd Gruyters provinciaal voorzitter van deze partij.
Na de bevrijding in 1944 ontstond er een machtsvacuüm. Gruyters was toen enige tijd waarnemend gouverneur van de provincie Limburg. In deze functie probeerde hij standrechtelijke executies van VNV'ers te voorkomen, wat niet altijd lukte.
Na de oorlog was Gruyters lid van de Christelijke Volkspartij (CVP) die vaak alle zetels van de deputatie bezette. Ook van deze partij was hij provinciaal voorzitter. Hij werkte vooral aan de uitbouw van het provinciaal onderwijs en aan het kunst- en cultuurbeleid. Hierin namen het Openluchtmuseum Bokrijk en het Begijnhof Hasselt een belangrijke plaats in.
Verder was Gruyters in 1921 medeoprichter van het Algemeen Christelijk Werknemersverbond (ACW), samen met monseigneur Pieter-Jan Broekx.

### Persoonlijk leven
Gruyters was gehuwd met Maria Theunissen, dochter van de jeneverstoker Joseph Theunissen. Via dit huwelijk was hij verbonden aan de Jeneverstokerij Theunissen, in het pand waarin momenteel het Nationaal Jenevermuseum Hasselt gevestigd is. Zijn zus Mathilde, die gehuwd was met jeneverstoker Leon Theunissen, bewoonde deze stokerij. Gruyters had een buitenverblijf 'Dennenhof' in Zonhoven.
Omwille van zijn dragend stemgeluid en bulderende pleidooien werd Gruyters in Hasselt ook wel Jan Lawèit ('Jan Lawaai') genoemd. Als politicus was een van zijn boutades "Beter eerste man in Limburg, dan tweede man in Brussel."
Zijn oudste zoon Jan Pieter Gruyters was eveneens advocaat. Ook onder zijn verdere afstammelingen zijn er meerdere juristen.